# Regensburg Legionäre
Die Regensburg Legionäre (aus Sponsoringgründen auch Guggenberger Legionäre) sind ein Baseball-Verein aus Regensburg. Sie spielen in der Armin-Wolf-Arena in Regensburg, die 1998 fertiggestellt wurde. Die Legionäre sind mit ihren Herrenmannschaften in der 1. und 2. Bundesliga (Süd) vertreten, mit Damen-Softball-Mannschaften in der Bundesliga und der Bayernliga. In unteren Klassen gibt es weitere Herren-, Damen- und Jugendmannschaften sowie Funball-Teams.

## Geschichte

### Gründungsjahre (1987 bis 2007)
Seinen Ursprung hat der Club in der am 25. März 1987 gegründeten Baseball-Abteilung der Regensburger Turnerschaft. Im ersten Jahr trat das Team in der Bayernliga an und erreichte den vierten Platz. 1989 wechselte die Abteilung jedoch zum SV Schwabelweis. Im selben Jahr konnte das junge Team auch den Aufstieg in die 2. Bundesliga Süd erreichen. Etablieren konnten sich die Legionäre dort aber erst 1992. Zwei Jahre später gelang der Aufstieg in die höchste Spielklasse, die 1. Bundesliga Süd. 1997 wurden die Regensburger zum ersten Mal Deutscher Pokalsieger, im darauffolgenden Jahr konnte man in der neu erbauten Armin-Wolf-Arena sogar den Europapokal der Pokalsieger (B-Pool) gewinnen. Nicht nur in der 1. Bundesliga etablierten sich die Baseballer in der Folgezeit, sondern auch in Regensburg selbst. Der allgemein in Deutschland wenig medial beachtete Sport erfreut sich in der Domstadt mittlerweile größter Beliebtheit.
Sowohl 2006 als auch 2007 wurden die Legionäre Deutscher Vizemeister, womit ihnen der nationale Meistertitel weiterhin verwehrt blieb.

### Erfolgsserie (2008 bis 2013)
2008 erfolgte die Benennung des Vereins nach dem Hauptsponsor Buchbinder Rent-a-Car als Buchbinder Legionäre. 14 Jahre nach dem Aufstieg in die 1. Bundesliga und 11 Jahre nach dem ersten Pokalsieg gelang den Legionären mit Trainer Martin Helmig 2008 erstmals der Gewinn der deutschen Meisterschaft, ein Erfolg, der sich 2010 im Finale gegen die Heidenheim Heideköpfe wiederholen ließ. Im Jahr 2011 konnte man gegen die Paderborn Untouchables den dritten Titel der Vereinsgeschichte erringen. 2012 sowie 2013 gelang den Legionären jeweils die Titelverteidigung gegen die Solingen Alligators, wodurch sie nun insgesamt fünf Meistertitel (vier davon zuletzt in Serie) vorweisen können.

### Umstrukturierungen und neues Internat (2014 bis 2017)
Zum Ende der Saison 2014 trennten sich die Buchbinder Legionäre von Trainer Martin Helmig. Ihm folgte ein fünfköpfiges Trainerteam, bestehend aus Martin Brunner, Stefan Müller, Ivan Rodriguez, Chris Howard und Kai Gronauer. 2015 verloren sie vor 2500 Zuschauern in der Armin-Wolf-Arena im fünften Finalspiel mit 7:8 gegen die Heidenheim Heideköpfe. 2016 wurde der Neubau des 2002 gegründeten Sportinternats eröffnet, das als Baseball Academy seit 2023 auch in der 2. Bundesliga antritt.

## Bekannte Spieler

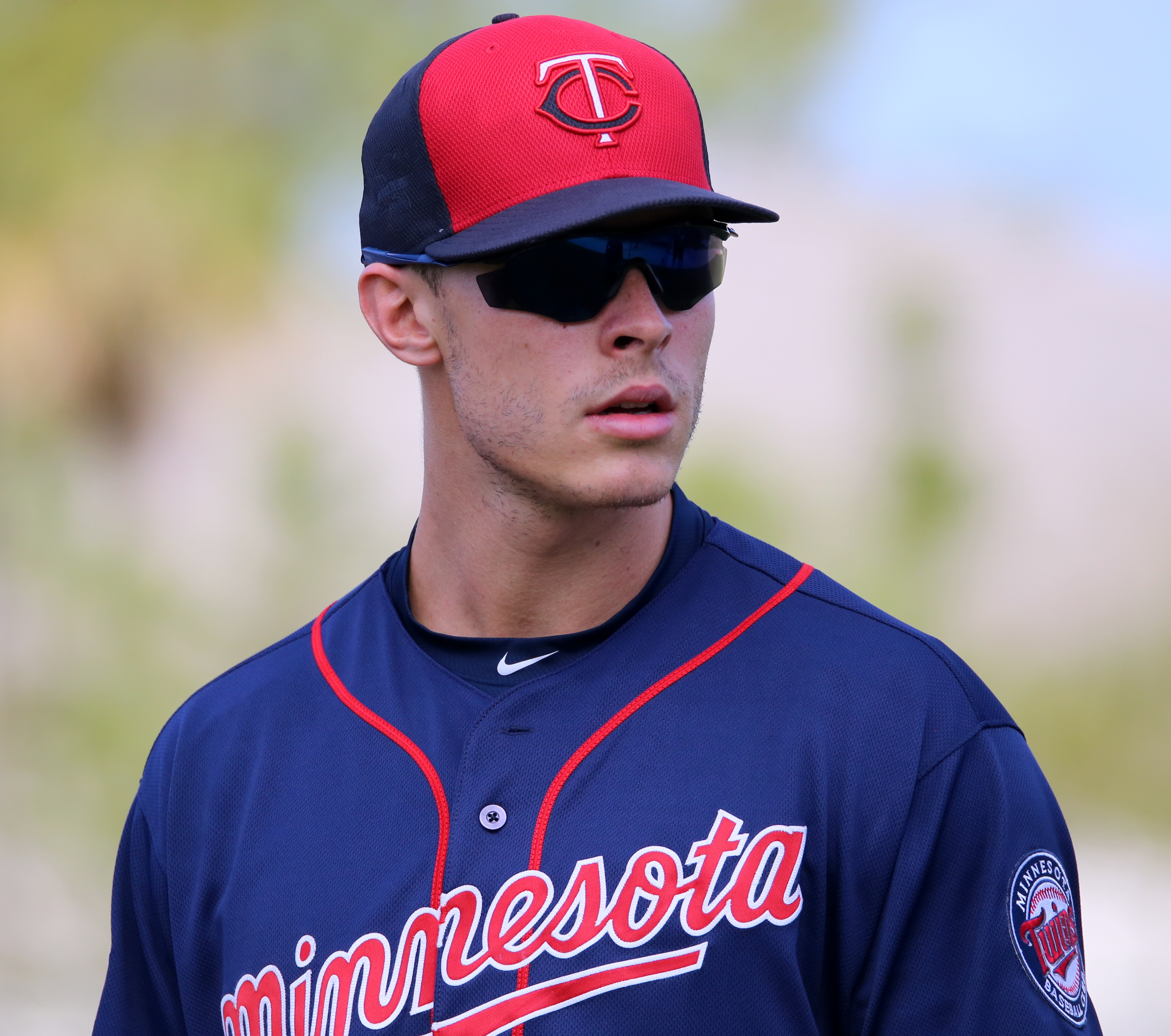
Baseballtalent Max Kepler

- Max Kepler (Philadelphia Phillies)
- Sven Schüller (Los Angeles Dodgers)
- Donald Lutz (ehem. Cincinnati Reds)
- Mike Bolsenbroek (ehem. Philadelphia Phillies, Minor League)
- Pascal Amon (ehem. Los Angeles Dodgers)
- Niklas Rimmel (Minnesota Twins)

Mit Max Kepler-Rozycki entspringt eines der größten Baseballtalente Europas der Nachwuchsförderung der Legionäre. Kepler-Rozycki stand von 2009 bis 2024 bei den Minnesota Twins unter Vertrag und wechselte dann nach Philadelphia. Donald Lutz, der erste deutsche Major-League-Baseball-Spieler, spielte bis 2007 bei den Legionären. Auch Sven Schüller, der erste deutsche Pitcher, der in den USA die Triple-A erreichte, war in den Jahren 2012 und 2013, sowie 2020 bei den Legionären aktiv und ist auch in der Saison 2022 bei den Regensburgern zu finden.

## Erfolge
- Fünf Mal Deutscher Meister (2008, 2010, 2011, 2012, 2013)
- Sieben Mal Deutscher Pokalsieger (1997, 2002, 2003, 2004, 2005, 2006, 2023)
- Gewinn des Europapokals der Pokalsieger (B-Pool) 1998 und 2006
- 3. Platz Europapokal der Pokalsieger (A-Pool) 2002
- 4. Platz Europapokal der Pokalsieger (A-Pool) 2008
- 10-maliger Bayernpokalsieger, zuletzt 2005
- Deutscher Meister Nachwuchs der Junioren (2013, 2014, 2015, 2016, 2019, 2021, 2022)
- Deutscher Meister Nachwuchs der Jugend (2017, 2021, 2022)
- Deutscher Meister Nachwuchs der Schüler (2013, 2014, 2015)
- Deutscher Meister Nachwuchs U16 Softball (2014, 2015)

## Retired Numbers
Vier Spieler wurden in die Hall of Fame der Legionäre aufgenommen. Ihre Rückennummern werden an keine anderen Spieler mehr vergeben (Retired Numbers). Steve Leonhard (Nummer 27) und Dave Duncan (Nummer 17) trugen von 1995 bis 1998 maßgeblich dazu bei, die Legionäre in den ersten Jahren erfolgreich in der Bundesliga zu etablieren. Ebenfalls geehrt wurde Gründungsmitglied Stefan Ondracek (Nummer 16), der 13 Jahre lang für die Legionäre auflief. Outfielder Klaus Hopfensperger (Nummer 24) wurde am 20. September 2015 in die Hall of Fame aufgenommen.